# Xanthorhoe divisata
Xanthorhoe divisata är en fjärilsart som beskrevs av Walker 1863. Xanthorhoe divisata ingår i släktet Xanthorhoe och familjen mätare. Inga underarter finns listade i Catalogue of Life.